# 梅塔沃卡尼克山
86°13′S 126°15′W / 86.217°S 126.250°W
梅塔沃卡尼克山（英語：Metavolcanic Mountain）是南極洲的山峰，位於瑪麗伯德地的里迪冰川東岸，處於哈徹海崖以北9公里，海拔高度2,480米，美國地質調查局根據測量和該國海軍的空中照片繪入地圖，現時由南極條約體系管理。